# 루구티스
루구티스, 라구티스, 라우구파티스, 라우규 제메파티스 (Rūgutis , Ragutis, Raugupatis, Raugų Žemėpatis )는 고대 리투아니아에서 숭배하던 효모와 발효(특히 맥주)의 신으로 추정된다. 이 신은 빵을 굽거나 양조하는 첫 의식과 관련이 있다. 마테우스 프레토리우스, 마체이 스트리이코우스키, 얀 워시스키는 약간 다른 이름으로 신을 언급했는데,
이 신의 이름이 효모 (raugai), 발효 (rūgimas)라는 단어에서 유래한다고 말했다 . 테오도르 나르부트는 그를 라구티스 (Ragutis)라고 불렀고 뿔 (ragas)이란 단어에서 파생되었다고 말한다. 옛 리투아니아인들이 뿔로 맥주를 마시는 것으로 묘사되었기 때문이다.

## 참고 문헌
1. ↑  Rūgutis. Mitologijos enciklopedija, 2 tomas. Vilnius. Vaga. 1999. 293 p.
2. ↑  “Gintaras Beresnevičius. M. Strijkovskio „Kronikos" lietuvių dievų sąrašas”. 2014년 4월 6일에 원본 문서에서 보존된 문서. 2014년 5월 4일에 확인함.
3. ↑  “Skaitiniai: Senovės Lietuvių Dievai”. 《dykai.eu》. 2009년 5월 24일. 2016년 3월 5일에 원본 문서에서 보존된 문서. 2016년 9월 1일에 확인함.
4. ↑  Valteris Jaskevičius. „Jono Lasickio žemaičių dievai: lietuvių mitologijos studija“, vert. Dainius Razauskas. Liaudies kultūra, 2010, 5; p. 49–55.